# Fuchskarspitze
La Fuchskarspitze est une montagne culminant à 2 314 m d'altitude dans les Alpes d'Allgäu dont on distingue une cime septentrionale nord (2 252 m), trois centrales (2 262 m, 2 243 m, 2 231 m) et une méridionale (2 314 m). Comme sur le Wiedemer Kopf à l'ouest, on voit très bien les stratifications de la roche. À l'ouest se situe le Prinz-Luitpold-Haus. Au sud-est, se trouve le Balkenscharte, sur la montée du Prinz-Luitpold-Haus vers le Hochvogel.
Aucun sentier balisé ne mène à la Fuchskarspitze. Les ascensions les plus faciles demandent d'avoir de l'expérience en alpinisme. De nombreuses ascensions se font par les faces est et ouest.

## Ascension

### Cime méridionale
Depuis le Balkenscharte
- Cotation : 1
- Durée : 3-4 h
- Point de départ : Balkenscharte
- Première ascension : Josef Enzensperger en 1897[3].

Arête sud
- Cotation : 2
- Durée: 3-4 h
- Point de départ : Balkenscharte

Arête ouest
- Cotation : 4-
- Durée: 1 h ½
- Point de départ : Prinz-Luitpold-Haus

### Cime septentrionale
Toutes les ascensions partent du Prinz-Luitpold-Haus.
Intersection
- Cotation : 3
- Durée : 2 h
- Première ascension : Willi Wechs, Kampmann, 1929.

Paroi noire
- Cotation : 4
- Durée : 3 h
- Première ascension : Willi Wechs, Götel, 1929.

Paroi jaune
- Cotation : 5-
- Durée : 3 h
- Première ascension : Willi Wechs, Tröndle, 1934.

### Cimes centrales
Toutes les ascensions partent du Balkenscharte puis passent par le flanc est.
Plattenriß
- Cotation : 3
- Durée : 1 h ½
- Première ascension : Willi Wechs, Tröndle, 1934.

Madone, paroi est
- Cotation : 5-
- Durée : 3 h
- Première ascension : Willi Wechs, Deutelmoser, 1934.

Madonna-Gütscharkante
- Cotation : 4
- Durée : 2 h
- Première ascension : Willi Wechs, Tröndle, 1934.